# Nantaughtacund
Nantaughtacund (Nautaughtacunds, Nandtaughtacund, i slično), pleme Algonquian Indijanaca, jedno od 30 plemena konfederacije Powhatan, koje je u ranom 17. stoljeću, u vrijeme dolaska kapetana Johna Smitha, obitavala na područjima današnjih okrug Essex i Caroline u saveznoj američkoj državi Virginia. 
U Smithovo doba (1608) pleme je moglo dati oko 150 ratnika ili ukupno 750 duša.
Ostali nazivi (varijante) su Nandtaughtacund (Strachey, 1849), Nantautacund (Smith, 1629, reprint 1819), Naudtaughtacund (Purehas, 1716, pogreška), Nautaughtacunds (Drake 1818; pogreška).